# Decauville-Bahn Tourane–Faifo
| Decauville locomotive N° 195/1895 'Francis Garnier' Tubize B’B n4vt Mallet-Lok wie auf der Weltausstellung von 1889 |                     |                                             |                                             |
| Streckenverlauf der Feldbahn |                     |                                             |                                             |
| Streckenlänge: | 35,5 km             |                                             |                                             |
| Spurweite: | 600 mm (Schmalspur) |                                             |                                             |
| |                     |                                             |                                             |
| \| \| 0 \| Kopfbahnhof Tien Sha[2] Tiên Sa \| Kopfbahnhof Tien Sha[2] Tiên Sa \| \| \| +1 \| Observatoriums-Insel Îlot de l'Observatoire \| Observatoriums-Insel Îlot de l'Observatoire \| \| \| 5,5 \| Kilometer 5+500 Plantation Guérin \| Kilometer 5+500 Plantation Guérin \| \| \| 9,5 \| Mỹ Khê \| Mỹ Khê \| \| \| +0,5 \| Hafen von Tourane Fleuve Wharf, Đà Nẵng \| Hafen von Tourane Fleuve Wharf, Đà Nẵng \| \| \| 17,5 \| Marmorberge Montagne de Marbre \| Marmorberge Montagne de Marbre \| \| \| 21,5 \| Kilometer 21+500 \| Kilometer 21+500 \| \| \| 26 \| Cẩm Sa \| Cẩm Sa \| \| \| 28 \| Có Lưu \| Có Lưu \| \| \| 31 \| Thanh Hà \| Thanh Hà \| \| \| 35,5 \| Faifo Hội An \| Faifo Hội An \| |                     |                                             |                                             |
| Kopfbahnhof Streckenanfang (Strecke außer Betrieb) | 0                   | Kopfbahnhof Tien Sha Tiên Sa                | Kopfbahnhof Tien Sha Tiên Sa                |
| Haltepunkt / Haltestelle Streckenanfang und quer (Strecke außer Betrieb) · Abzweig geradeaus und von rechts (Strecke außer Betrieb) | +1                  | Observatoriums-Insel Îlot de l'Observatoire | Observatoriums-Insel Îlot de l'Observatoire |
| Haltepunkt / Haltestelle (Strecke außer Betrieb) | 5,5                 | Kilometer 5+500 Plantation Guérin           | Kilometer 5+500 Plantation Guérin           |
| Bahnhof (Strecke außer Betrieb) | 9,5                 | Mỹ Khê                                      | Mỹ Khê                                      |
| Haltepunkt / Haltestelle Streckenanfang und quer (Strecke außer Betrieb) · Abzweig geradeaus und nach rechts (Strecke außer Betrieb) | +0,5                | Hafen von Tourane Fleuve Wharf, Đà Nẵng     | Hafen von Tourane Fleuve Wharf, Đà Nẵng     |
| Haltepunkt / Haltestelle (Strecke außer Betrieb) | 17,5                | Marmorberge Montagne de Marbre              | Marmorberge Montagne de Marbre              |
| Haltepunkt / Haltestelle (Strecke außer Betrieb) | 21,5                | Kilometer 21+500                            | Kilometer 21+500                            |
| Haltepunkt / Haltestelle (Strecke außer Betrieb) | 26                  | Cẩm Sa                                      | Cẩm Sa                                      |
| Haltepunkt / Haltestelle (Strecke außer Betrieb) | 28                  | Có Lưu                                      | Có Lưu                                      |
| Haltepunkt / Haltestelle (Strecke außer Betrieb) | 31                  | Thanh Hà                                    | Thanh Hà                                    |
| Kopfbahnhof Streckenende (Strecke außer Betrieb) | 35,5                | Faifo Hội An                                | Faifo Hội An                                |

Die Decauville-Bahn Tourane–Faifo (Tramway de l’Îlot de l’Observatoire) war eine 36 km lange Feldbahn mit einer Spurweite von 600 mm an der Küste von Zentralvietnam (Annam). 

## Geschichte
Im Jahr 1903 genehmigte die Kolonialregierung der Société des Docks et Houillères de Tourane den Bau der Feldbahn, deren erster 9,5 Kilometer langer Streckenabschnitt zwischen der Observatoriums-Insel und Tourane Mỹ Khê am 9. November 1905 eröffnet wurde. Dafür wurde das Gleismaterial und die Lokomotiven der 600-mm-Bahnstrecke Phủ Lạng Thương – Lạng Sơn wiederverwendet, die 1899–1902 von 600 mm auf 1000 mm Spurweite umgespurt worden war.
Unter staatlicher Verwaltung wurde die Gesamtstrecke der Tramway de l’Îlot de l’Observatoire am 1. Oktober 1907 für den öffentlichen Verkehr freigegeben. Ihr Betrieb wurde von Herrn Delacourcelle, dem Chefingenieur des 2. Bezirks des regulären Dienstes, und Herrn Bergue, dem Geschäftsführer des regulären Dienstes, beaufsichtigt.
Die Strecke wurde später bis  Faifoo (Hội An) verlängert und war schließlich 36 km lang. Sie und war bis zum 31. Dezember 1915 in Betrieb.

## Streckenverlauf
Die 36 km lange Feldbahn führte von der Observatoriums-Insel über das Depot bei Tiên Sa, um die Marmorberge (Montagne de Marbre) herum bis nach Faifo (Faifoo, Hội An).
Es gab 10 Stationen: 
- L’Îlot de l’Observatoire (km 0)
- Tien Sha (Tiên Sa, km 1)
- Plantation Guérin (km 5)
- Tourane Mỹ Khê (km 9,5, mit einer 0,5 km langen Zweigstrecke zum Fluss-Hafen von Tourane Fleuve)
- Marmorberge (Montagne de Marbr, km 17,5)
- Cẩm Sa (km 26)
- Có Lưu (km 28)
- Thanh Hà (km 31)
- Faifo (km 35,5)[5][6]

| Foto | Beschreibung                                                       |
| ---- | ------------------------------------------------------------------ |
|      | Feldbahn auf dem Damm von der Observatoriums-Insel zum Kopfbahnhof |
|      | Zwei Loks bei der Observatoriums-Insel und dem Kopfbahnhof         |
|      | Kopfbahnhof                                                        |
|      | Gemischter Zug mit Personen- und Güterwagen im Kopfbahnhof         |
|      | Decauville-Lok auf der Strecke zum Kopfbahnhof                     |
|      | Decauville-Lok und tragbare Decauville-Gleisjoche im Kopfbahnhof   |
|      | Gemischter Zug im Kopfbahnhof                                      |